# Erica phillipsii
Erica phillipsii är en ljungväxtart som beskrevs av Harriet Margaret Louisa Bolus. Erica phillipsii ingår i släktet klockljungssläktet, och familjen ljungväxter. Inga underarter finns listade i Catalogue of Life.